# Nikon F50

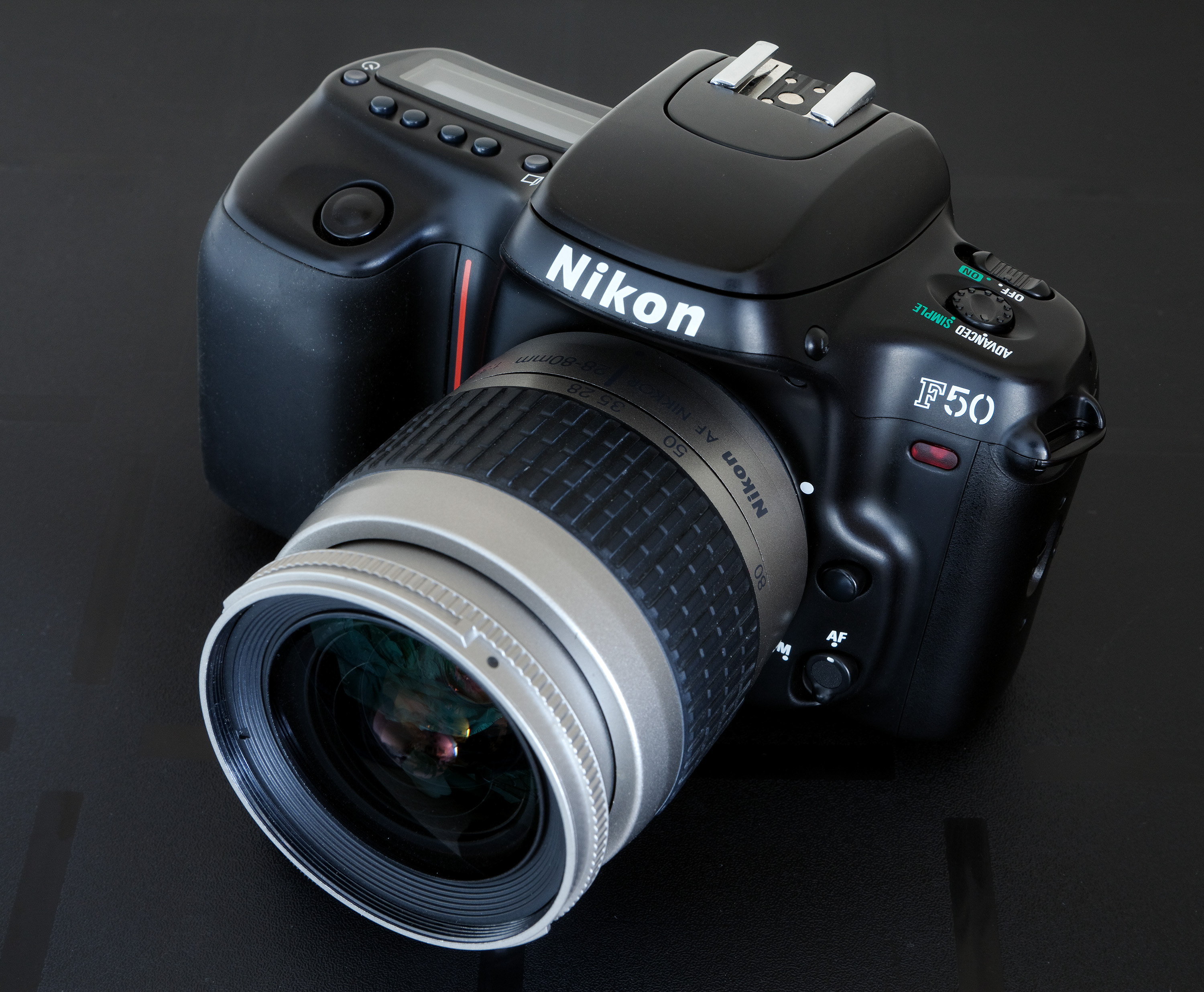
Nikon F50 5914

Nikon F50 je jednooká zrcadlovka na kinofilm, vyráběná firmou Nikon v letech 1994–1998, poté byla vystřídána podobným modelem F60. Jednalo se o nejlevnější třídu jednookých zrcadlovek firmy Nikon s automatickým zaostřováním. Varianta F50D umožňovala na negativy zapsat datum a čas snímku.
Fotoaparát je vybaven TTL měřením expozice s několika programy, včetně plně automatického a plně manuálního.
Zaostřování je možné jen na jednu svislou linii ve středu záběru. Tělo je vybaveno motorem, spolupracujícím s AF objektivy Nikonu. Nad hledáčkem je malý interní blesk a automatika spolupracuje s některými systémovými blesky Nikon. Fotoaparát nemá náhled hloubky ostrosti ani možnost připojení dálkové spouště.